# Dobroslavtsi
Dobroslavtsi (bulgariska: Доброславци) är ett distrikt i Bulgarien.   Det ligger i kommunen Stolitjna Obsjtina och regionen Sofija-grad, i den västra delen av landet, 14 km norr om huvudstaden Sofia.
Runt Dobroslavtsi är det i huvudsak tätbebyggt. Runt Dobroslavtsi är det tätbefolkat, med 849 invånare per kvadratkilometer.